# Le Dernier Plongeon
Pour plus de détails, voir Fiche technique et Distribution.
Le Dernier Plongeon (O Último Mergulho) est un film portugais réalisé par João César Monteiro, sorti en 1992.

## Fiche technique
- Titre original : O Último Mergulho
- Titre français : Le Dernier Plongeon
- Réalisation : João César Monteiro
- Scénario : João César Monteiro d'après Friedrich Hölderlin
- Pays d'origine :  Portugal
- Format : couleurs - 35 mm - son mono
- Genre : drame
- Durée : 88 minutes
- Dates de sortie : 
  - Portugal : 18 septembre 1992

## Distribution
- Fabienne Babe : Esperanca
- Canto e Castro : Éloi
- Francesca Prandi : Rosa Bianca
- Rita Blanco : Ivone
- Dinis Gomes : Samuel
- Catarina Lourenço : la danseuse (Salomé)
- Luís Miguel Cintra : lecteur de l'Hyperion (voix)
- Teresa Roby : la femme d’Éloi
- André Engel : Herodes
- Ana Vaz da Silva : Herodeas
- Ana Paula : Carmen Miranda